# Bundera heichiana
Bundera heichiana är en insektsart som beskrevs av Li och Wang 1992. Bundera heichiana ingår i släktet Bundera och familjen dvärgstritar. Inga underarter finns listade i Catalogue of Life.